# Galls Tarn
Der Galls Tarn ist ein See im Lake District, Cumbria, England.
Der Galls Tarn liegt östlich von Troutbeck Bridge.
Der See hat keinen erkennbaren Zufluss und keinen erkennbaren Abfluss.